# Paris Open 1976
Il Paris Open 1976 è stato un torneo di tennis che si è giocato sul cemento indoor. È stata la 8ª edizione del Paris Open, che fa parte del Commercial Union Assurance Grand Prix 1976. Il torneo si è giocato nello Stade de Coubertin di Parigi, dal 25 al 31 ottobre 1976.

## Campioni

### Singolare
Eddie Dibbs ha battuto in finale  Jaime Fillol con il punteggio di 5–7, 6–4, 6–4, 7–6

### Doppio
Tom Okker /  Marty Riessen hanno battuto in finale  Fred McNair /  Sherwood Stewart con il punteggio di 6–2, 6–2